# Rio Bujoru
O Rio Bujoru é um rio da Romênia afluente do Rio Chineja, localizado no distrito de Galaţi.